# Szladits Károly

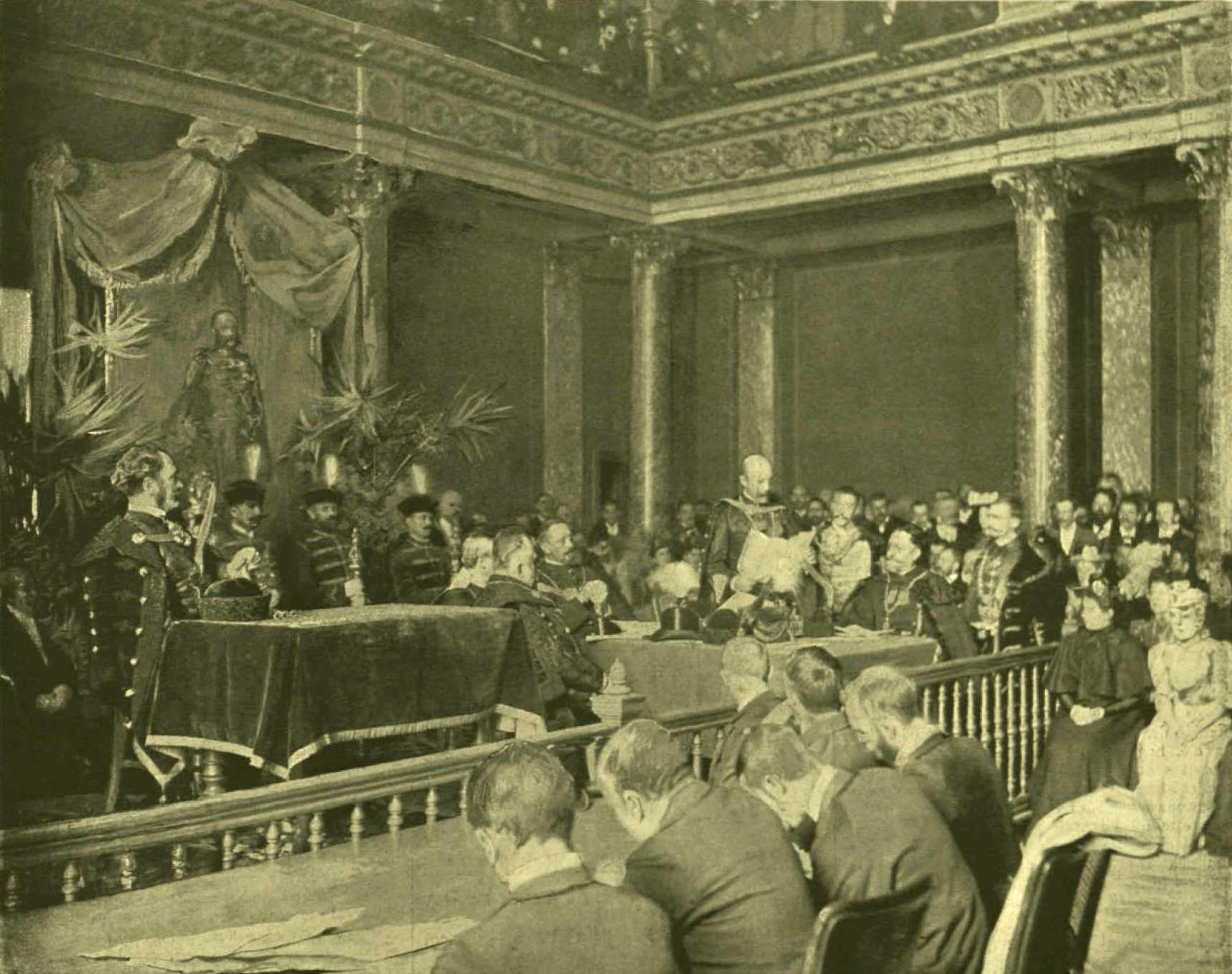
Doktorrá avatás királyi kitüntetés mellett. A Magyar Tudományos Akadémia nagy dísztermében 1895. október 30-án. A felolvasó dr. Kováts Gyula dékán

Szladits Károly (máshol Szladics) (Dunaszerdahely, 1871. december 27. – Budapest, 1956. május 22.) magyar jogász, egyetemi tanár, a Magyar Tudományos Akadémia tagja.

## Fiatalkora
Gyermekkorát többek között szülővárosában és Budapesten töltötte, utóbbi helyen végezte el egyetemi tanulmányait. 1895. október 12-én szerezte meg egyetemi doktorátusát. Királyi kitüntetés mellett, sub auspiciis Regis avatták doktorrá Hegedűs Lóránttal és Papp Ferenccel. (Azt megelőzően a legutolsó ilyen doktorrá avatás 1838. július 21-én történt; akkor gróf Cziráky Jánost avatták föl.) Ifjúkorában szoros kapcsolat fűzte a Huszadik Század című folyóirat körül szerveződő értelmiségi körhöz és baráti kapcsolatban állt Somló Bódoggal.

## Tudományos pályafutása
Diplomájának megszerzése után az Igazságügy-minisztérium törvény-előkészítő osztályán kezdett el dolgozni. Ilyen minőségében részt vett az 1901-es magánjogi törvénytervezet előkészítésében. 1908-ban magyar magánjogból egyetemi magántanárrá képesítették. 1917-ben a Budapesti Tudományegyetemen kapott egyetemi tanári kinevezést. A 20. század első felének iskolateremtő személyisége a magyar magánjog-tudományban.
Grosschmid Béni követője volt a német–osztrák joghoz fűződő kritikus viszony tekintetében. Nem tartotta helyesnek annak teljes átvételét. Publikációs tevékenységének főbb jellemzői a gondos anyaggyűjtés, a részletes elemzés és az egyértelmű kifejezésmód volt. Tudományos munkásságának nagy jelentőségű eredménye a Magyar magánjog című gyűjteményes munka, amelynek főszerkesztője és – az alapvető elméleti részek kidolgozásával – egyik társszerzője volt. Hatkötetes, számos társszerzőt felvonultató monográfiájában (melynek szerkesztője és részszerzője volt) a második világháború előtti polgári jogot elemezte.
Már egyetemi tanárként vett részt az 1928-as magánjogi törvénytervezet tíz éven át tartó előkészítésében, kidolgozásában. 1942-ben távozott az egyetemről. Oktatói és tudományos tevékenysége mellett folyóiratszerkesztői munkássága is jelentős volt. 1914 és 1933 között a Jogtudományi Közlöny mellékleteként működő Magánjogi Döntvénytár című időszakos döntvénygyűjteményt szerkesztette, amely korának bírósági döntéseit publikálta, továbbá a Békejog és Békegazdaság című folyóiratot is 1920 és 1922 között. 1945 után a Jogtudományi Közlönynek első főszerkesztője, a hágai Állandó Nemzetközi Választottbíróságnak tagja volt.
1932-ben a Magyar Tudományos Akadémia levelező, 1943-ban rendes, majd 1948-ban tiszteleti tagjává választották. 1949-ben tiszteleti tagsága megszűnt. 1953-ban Kossuth-díjban részesült.

## Családja
Két gyermeke ismert:
- Szladits Imre (1906–1956 után) agrármérnök
- ifj. Szladits Károly (1911–1986) jogtudós

## Főbb művei
- A házasságkötés szabályai. (1899)
- A magyar magánjog vázlata a bánya-, csőd-, kereskedelmi és váltójog alapelveivel I–II. (1902)
- A magyar magánjogi bírói gyakorlat, 1901–27 (összeállította, 1928)
- A magyar bírói gyakorlat. Magánjog I–II. (Villányi (Fürst) Lászlóval, Budapest, 1935)
- A magyar magánjog vázlata I–II. (Budapest, 1937)
- Magyar magánjog I–VI. (szerk., Budapest, 1938–1942)
- Magyar magánjog mai érvényében. Kötelmi jog I–III. (összeállította, 1942–1944)

## Egyéb írásai
- Szladits Károly levelei Somló Bódoghoz Archiválva 2020. július 15-i dátummal a Wayback Machine-ben (Sajtó alá rendezte, bevezetővel és jegyzetekkel ellátta: Takács Péter). Iustum Aequum Salutare. 14. évf. 2018/3. szám, 277–323. o.